# Roger D. Kornberg
Roger David Kornberg (n. 24 aprilie 1947, Saint Louis, Missouri, SUA) este un chimist evreu-american, laureat al Premiului Nobel pentru chimie (2006).